# Phygadeuon brachyurus
Phygadeuon brachyurus là một loài tò vò trong họ Ichneumonidae.